# Ursul cu ochelari
Ursul cu ochelari sau ursul andin (Tremarctos ornatus) este un urs de mărime medie. Poate trăi până la 30 ani.

## Descrierea speciei
Ursul cu ochelari este un mamifer mediu, având o greutate de până la 170 kg, o înălțime de 0,9 –1 m și o lungime de 1,7–2 m. Culoarea blănii este brună-închisă, neagră. 

## Etimologie
Tremarctos ornatus este denumit în mod obișnuit în limba română „ursul cu ochelari”, o referire la culoarea deschisă de pe piept, gât și față, care poate să semene cu ochelarii la unii indivizi, sau „ursul andin” pentru distribuția sa de-a lungul Anzilor. Rădăcina trem- vine de la un cuvânt grecesc care înseamnă „gaură”; arctos este cuvântul grecesc pentru „urs”. Tremarctos este o referire la o gaură neobișnuită pe humerusul animalului. Ornatus, limba latină pentru „decorat”, este o referire la marcajele care dau ursului numele său comun în limba română.

## Dieta
Urșii cu ochelari sunt omnivori, ei consumând plante de stepă, flori, mici nevertebrate și mici rozătoare. 

## Arealul
În ciuda unor întâlniri rare în estul statului Panama, urșii cu ochelari sunt în mare parte restricționați la anumite zone din nordul și vestul Americii de Sud, arealul său întinzându-se în vestul Venezuelei, Columbia, Ecuador, Peru, vestul Boliviei și nord-vestul Argentinei. 
Specia se găsește aproape în întregime în Munții Anzi. Înainte ca populațiile de urși cu ochelari să devină fragmentate în ultimii 500 de ani, specia avea reputația de a fi adaptabilă, deoarece se găsea într-o mare varietate de habitate și altitudini în întreaga sa zonă. O singură populație de urși cu ochelari de la granița dintre Peru și Ecuador ocupa o gamă atât de variată de tipuri de habitate precum o ocupă acum urșii bruni (Ursus arctos) în întreaga lume. Cele mai bune habitate pentru urșii cu ochelari sunt pădurile montane umede și foarte umede.
În prezent, aria de răspândire a speciei este influențată de prezența umană, în principal din cauza distrugerii și degradării habitatului, vânătorii și fragmentării populațiilor. Această fragmentare se găsește în principal în Venezuela, Columbia, Ecuador și Argentina. Ea reprezintă mai multe probleme pentru populație deoarece, în primul rând, persistența lor este compromisă dacă sunt populații mici, izolate, chiar și fără a se confrunta cu habitatul pierdut sau vânătoare. În al doilea rând, fragmentarea îi expune pe urși vânătorii și uciderii, devenind mai accesibilă.

## Legături externe
- Stiati ca ruda din America de Sud a ursului brun este ursul cu ochelari? Arhivat în 14 decembrie 2013, la Wayback Machine.